# Morehouse (Missouri)
Morehouse – miasto w Stanach Zjednoczonych, w stanie Missouri, w hrabstwie New Madrid.